# Der Vizekönig von Ouidah
Der Vizekönig von Ouidah (englischer Originaltitel: The Viceroy of Ouidah) ist ein 1980 erschienener Roman des britischen Schriftstellers Bruce Chatwin (1940–1989). Er wurde unter dem Titel Cobra Verde von Werner Herzog verfilmt.

## Aufbau
Der Roman besteht aus sechs Kapiteln. Die beiden ersten und das sechste, sehr kurze Kapitel spielen lange nach dem Tod des Protagonisten, die weiteren Abschnitte schildern sein Leben von der Geburt bis zum Tod. Das Buch hat je nach Ausgabe rund 130 bis 160 Seiten.

## Inhalt
Der Roman spielt in Brasilien und in Dahomey, einem Königreich im heutigen Benin. Francisco Manoel da Silva ist ein brasilianischer Sklavenhändler, der lange in der Stadt Ouidah in Dahomey an der Sklavenküste lebt. Auf dem Höhepunkt seiner Macht ist er Vizekönig.
Im ersten Kapitel wird eine Familienfeier der Nachkommen da Silvas in Ouidah geschildert. Sie spielt vermutlich 1974 im unabhängig gewordenen Dahomey, wo eine marxistische Regierung herrscht. Aus mehreren westafrikanischen Staaten sind Verwandte zusammengekommen, um ihres Vorfahren zu gedenken. Eine Ansprache des Präsidenten klingt im Hintergrund aus dem Radio.
Das zweite Kapitel spielt nach 1957 und handelt von da Silvas Lieblingstochter Wéwé, die im Sterben liegt. Sie ist über 100 Jahre alt. Als junge Frau hatte sie eine Affäre mit einem britischen Forscher, der aber nie das fällige Brautgeld sandte. Fortan lebte sie lange allein. Schließlich lebt ein verwandter Junge bei ihr. Aus der verfallenen Kapelle des Forts von Ouidah machte sie einen Schrein für ihren Vater.
Mit dem dritten Kapitel beginnt die Schilderung des Lebens da Silvas. Er wurde 1785 im brasilianischen Sertão geboren. Sein Vater starb, als er ein Jahr alt war, seine Mutter stirbt ebenfalls einige Jahre später. Nach kurzer Zeit mit seinem Vormund, einem portugiesischen Priester, wird er zum Viehtreiber und später zum umherziehenden Räuber und Mörder. Dabei trifft er auch den Banditen Cobra Verde. 
Da Silva heiratet, berät Tagelöhner und erhält dafür einen Anteil ihres Lohnes. Als sein erstes Kind geboren wird, verlässt er die Familie und geht wieder auf Wanderschaft. Als er auf einer Zuckerrohrplantage arbeitet, schließt er Freundschaft mit dem Sohn seines Arbeitgebers, Joaquim Coutinho. Dort lernt er afrikanische Sklaven kennen. Er muss den Betrieb verlassen, als sein Arbeitgeber einen Schlaganfall erleidet. 
In Bahia lernt da Silva den Sklavenhandel kennen. Die wertvollsten Sklaven kommen aus Ouidah, das zum Königreich Dahomey gehört, so dass er 1812 mit einem Sklavenschiff dorthin fährt. 
Im nächsten Kapitel landet er in Ouidah. Das dortige portugiesisch-brasilianische Fort São João Baptista d’Ajudá ist zerstört. Da Silva erzwingt Reparaturen, und der Sklavenhandel kommt wieder in Gang. Die portugiesische Station wird von den Briten nicht anerkannt. Da Silva lebt dort in einem Palast.
Da Silva akzeptiert die schöne, einheimische Häuptlingstochter Jijibou als Frau. Sie bekommt in der Folge einen Sohn, der Isidoro genannt wird. Für ihre Verwandten ist dies ein Signal, in den Palast zu ziehen. Da Silva verliert an Einfluss und wird zahlreichen Schikanen ausgesetzt. Schließlich wird er festgenommen und misshandelt. Er erwartet seinen Tod, wird aber in die Hauptstadt Dahomeys, Abomey, gebracht. Dort trifft er nach einiger Zeit den König, der ähnlich grausam ist, und wird dessen Freund. Er bleibt aber Gefangener. Nach einem Jahr wird er in Indigo-Lösung getaucht, um ihn dunkel zu färben, und zum Sterben liegen gelassen. Er überlebt aber und kann mit Hilfe des jungen Prinzen Kankpé fliehen. Die beiden werden Blutsbrüder. 
Das folgende, fünfte Kapitel ist das längste des Buches. Da Silva gelangt wieder an die Küste. Er plant, nach Bahia zurückzureisen, fürchtet aber das Leben als armer Mann dort und erinnert sich an Prinz Kankpé. Er verhilft mit Unterstützung seiner brasilianischer Handelspartner Kankpé zur Macht in Dahomey und erhält daraufhin das Monopol im Sklavenhandel. Er wird Häuptling und erhält den Spitznamen „Elefant“. Ein Jahr später wird er zum Vizekönig ernannt. Sein Ehrentitel ist „Dom“. Er verhilft Dahomey zu einer schlagkräftigen Armee, in der zahlreiche Amazonen kämpfen. Diese führen grausame Kriege, die da Silva so lange billigt, bis er sieht, wie Kinder massakriert werden. Dabei denkt er an sein Kind in Brasilien. 
Da Silva bekommt viele Kinder (insgesamt 63 Söhne und eine ungenannte Zahl Töchter), und sein Haus wird fortwährend mit kostbaren Gütern ausgestattet. Zahlreiche Klipper fahren für ihn zwischen Ouidah und Bahia. Im Alter von 50 Jahren ist er auf dem Höhepunkt seiner Macht, ist aber innerlich verzweifelt. Seinen ersten Sohn Isidoro schickt er zur Ausbildung nach Brasilien. Dort wird er aber aufgrund seiner „afrikanischen“ Gewohnheiten verstoßen. Joaquim Coutinho bricht die Geschäftsbeziehungen zu da Silva ab, insbesondere wegen der zunehmenden Ächtung des Sklavenhandels. Von Coutinhos Nachfolger wird Isidoro nach Marseille geschickt, wo er dann für einen Reeder arbeitet. Der möchte in Ouidah Palmöl gewinnen, und eine Fabrik wird errichtet. Als er aber wegen seiner Zusammenarbeit mit dem Sklavenhändler angefeindet wird, wird die Fabrik geschlossen. Da Silva wendet sich an seine Erzfeinde, die Briten. Aufgrund eines Übersetzungsfehlers kooperieren diese aber mit Kankpé. In der Folge beleidigt der König die britische Monarchin Victoria, so dass die Briten gegen Dahomey in den Krieg ziehen und 5.000 Soldaten Dahomeys sterben. 
In Simbodji, dem Wohnort da Silvas, siedeln zahlreiche aus Brasilien heimgekehrte ehemalige Sklaven. In einer christlichen Hochzeitsfeier heiratet der König eine junge Frau aus dieser Gruppe. Der Vater der Braut nimmt kurz darauf eine eigene Handelstätigkeit auf. Der König kennt nun den Wert von Gold und Silber und lässt sie da Silva fortnehmen. Der letzte Klipper wird aufgebracht. 
In Simbodji bricht eine Seuche aus, der auch der Arzt zum Opfer fällt. Da Silva lebt fortan mit dessen Witwe Dona Luciana zusammen. Bei ihnen leben zwei Zwillingstöchter da Silvas. Als da Silva seine brasilianische Staatsbürgerschaft verliert, will er, dass die Zwillinge mit Dona Luciana nach Brasilien ziehen. Die Zwillinge fahren aber ohne sie und werden dort Prostituierte. Dona Luciana und da Silva aber haben zum ersten Mal sexuelle Beziehungen. Die Tochter Eugenia, später Wéwé genannt, wird neun Monate später geboren. 
Nachdem da Silvas Besitztümer in Brasilien bankrott sind, Dona Luciana gestorben ist und er auch von seinen Kindern geächtet wird, wird da Silva wahnsinnig. 
Im sechsten Kapitel erinnert sich die sterbende Wéwé unter anderem daran, dass ihr Vater in einem Rumfass beerdigt wurde. In der Schlussszene wird ein Sicherheitsoffizier porträtiert, der über mögliche Verräter nachsinnt.

## Stil
Wie in seinen anderen Büchern verwendete Chatwin einen lakonischen, inhaltsvollen und von einem großen Wortschatz geprägten Stil. Wörtliche Rede kommt vor, Dialoge aber nicht. Chatwin versuchte, den Stil Gustave Flauberts zu imitieren. 

## Hintergrund

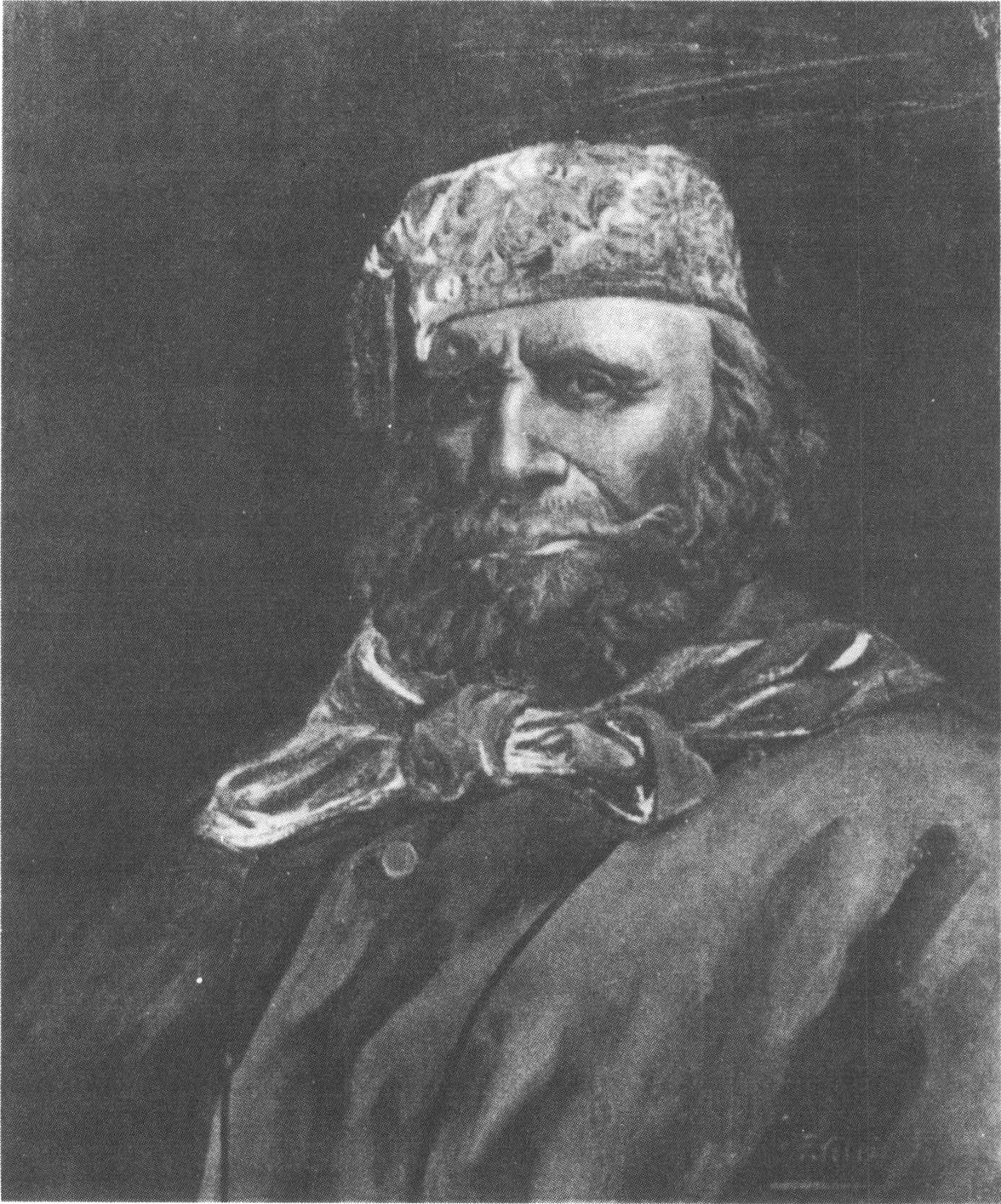
Francisco Félix de Souza

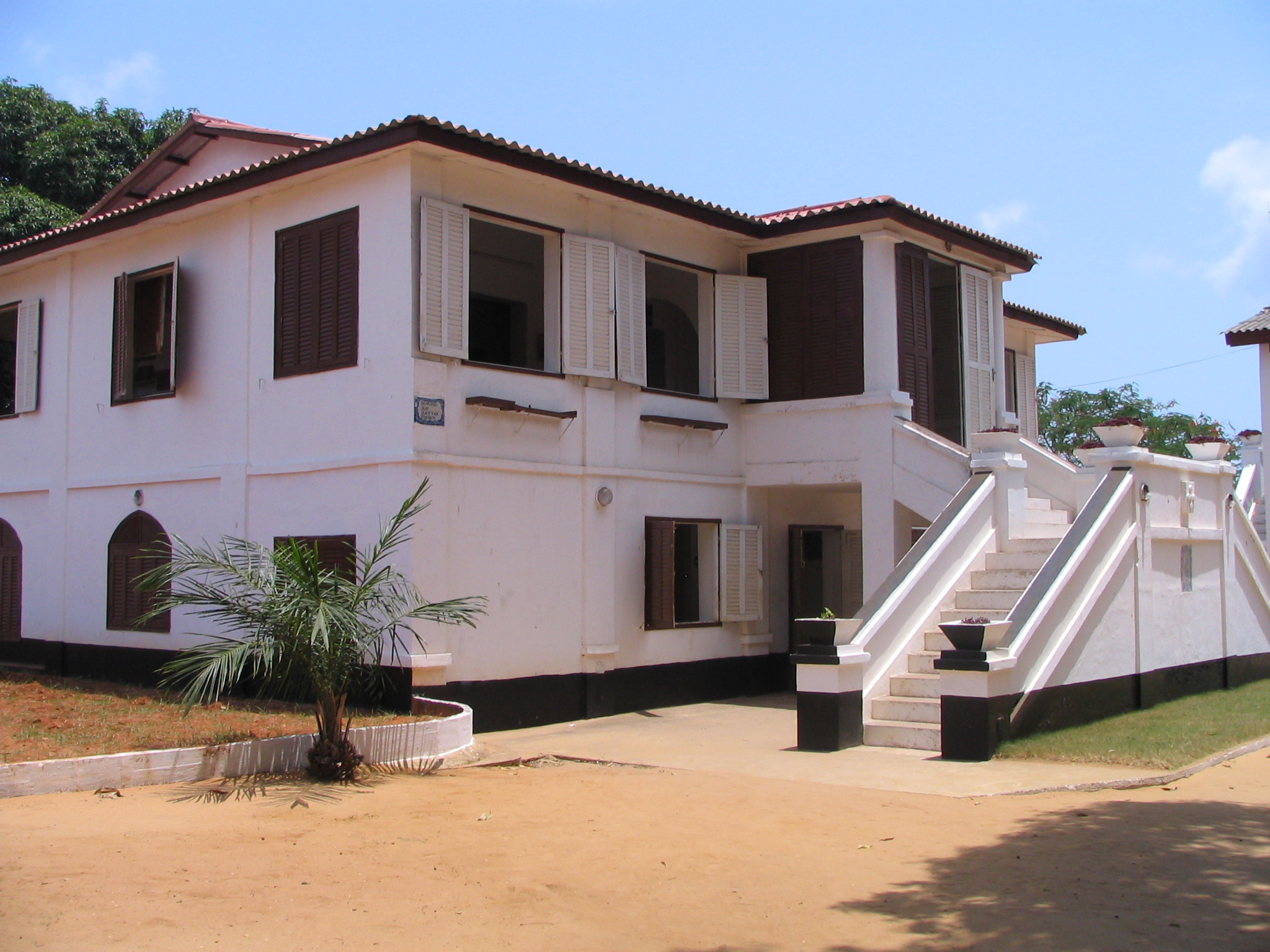
Das 1721 erbaute portugiesische Fort São João Baptista d’Ajudá in Ouidah

Viele Details der Handlung des Buches sind historisch verbürgt und nur wenig verändert. Vorbild für die Figur da Silvas war Francisco Félix de Sousa, genannt Cha Cha, der vermutlich 1788 in Ouidah landete und 1849 im Alter von 95 Jahren dort starb. Ein Porträt de Souzas zeigt einen vollbärtigen, kräftigen Mann. Das Vorbild für den älteren König war Adandozan, für Prinz Kankpé Gézo. 
Chatwin unternahm zwei Reisen nach Benin, um für sein Buch zu recherchieren. Im Februar 1972 und von Dezember 1976 bis Januar 1977 hielt er sich dort auf. Ihn faszinierte die Geschichte de Souzas, insbesondere die „Schwarzwerdung“ der Nachkommen und die Amazonenheere. Am 16. Januar 1977 geriet Chatwin in Cotonou in einen Staatsstreich und wurde kurzfristig verhaftet. Er schildert dies in seiner Sammlung von Essays und Reiseschilderungen Was mache ich hier.
Anschließend flog er nach Brasilien, wo er unter anderem Bahia besuchte. Er schrieb das Buch ab Mai 1977, zuerst in einem Cottage in Wales, anschließend in der Toscana und in Spanien.

## Editionen (Auswahl)
- The Viceroy of Ouidah, englisch, Jonathan Cape, London 1980, ISBN 978-0224018203.
- Der Vizekönig von Ouidah, deutsch, Rowohlt, Reinbek 1982, ISBN 978-3498008598.

## Rezeption
Die Kritiken waren teils positiv, teils aber auch gedämpft. Die brutalen Darstellungen wurden oft negativ bewertet. 
Das Buch verkaufte sich relativ schlecht. Sowohl die gebundenen Ausgaben als auch die Taschenbücher erreichten etwa ein Drittel der Auflage des Vorgängerbuches In Patagonien und der nachfolgenden Bücher Chatwins, wie Auf dem schwarzen Berg. Für dieses Buch erhielt Chatwin den Whitbread Book Award für den besten Erstlingsroman, obwohl Der Vizekönig von Ouidah vorher erschienen war.

## Verfilmung
Der Vizekönig von Ouidah wurde 1987 unter dem Titel Cobra Verde von Werner Herzog verfilmt. Der Film basiert auf den Kapiteln 3 bis 5. In dem Film verschmelzen da Silva und der im Buch nur beiläufig erwähnte Cobra Verde zu einer Figur, die von Klaus Kinski dargestellt wurde.

## Sekundärliteratur
- Nicholas Shakespeare: Bruce Chatwin. Biographie. S. 477–558, Kindler, Reinbek 2000, ISBN 3-463-40389-7.